# Bahnhof Police

Der Bahnhof Police (deutsch Pölitz, vom 8. Mai 1945 bis 1. September 1949 Polnica) ist der seit 1. Oktober 2002 nicht mehr im Personenverkehr bediente Bahnhof der polnischen Kreisstadt Police an der Oder in der Woiwodschaft Westpommern. 
Die Station liegt an Streckenkilometer 23,4 der Bahnstrecke Stettin–Police–Trzebież Szczeciński. Etwa zwei Kilometer in nordwestlicher Richtung zweigt die Bahnstrecke Police–Police Chemia zum Chemiewerk Zakłady Chemiczne „Police“ SA von der Bahnstrecke Szczecin–Trzebież Szczeciński ab.

## Geschichte
Der Bahnhof Pölitz wurde gemeinsam mit der als „Stettiner Vorortbahn“ benannten Eisenbahnstrecke Stettin–Pölitz–Jasenitz (polnisch Jasienica) am 15. März 1898 (nach polnischer Quelle am 1. Oktober 1898) eröffnet. Die sich nach der Eröffnung der Bahnstrecke zeigenden Vorteile führten zu dem Entschluss, diese Strecke bis in den Badeort Ziegenort (polnisch Trzebież) zu verlängern. Die Verlängerung von Jasenitz bis zum Bahnhof Ziegenort erfolgte am 15. März 1910 mit der Fertigstellung der Bahnstrecke Szczecin–Trzebież Szczeciński.
Seit dem Ende des Zweiten Weltkrieges liegt die Strecke in Polen und wird von der Polnischen Staatsbahn (PKP) betrieben. 1964 entstand das Chemiewerk Zakłady Chemiczne Police. Dieses wurde mit einer eigenen Bahnstrecke, die im Bahnhof Police beginnt, angeschlossen.
Seit dem 23. Dezember 1982 wird die Strecke elektrisch betrieben. Zum 1. Oktober 2002 wurde der Personenverkehr auf der Strecke eingestellt. Wegen der Anbindung des Chemiewerkes Police wird der Güterverkehr aufrechterhalten.

## Anlagen
Der Bahnhof Police besitzt insgesamt vier durchgängig befahrbare Gleise, wovon drei einen Bahnsteig besitzen. Gleis 1 liegt am Hausbahnsteig, die Gleise 2 und 3 an einem zwischen ihnen liegenden Mittelbahnsteig. Die Bahnsteige waren durch eine Personenunterführung miteinander verbunden.
Das imposante Empfangsgebäude des Bahnhofs steht leer.

## Heutiger Betrieb
Güterzüge fahren ohne Halt durch den Bahnhof und anschließend entweder weiter nach Trzebież Szczeciński oder zum Chemiewerk Police.